# Tijmen van der Helm

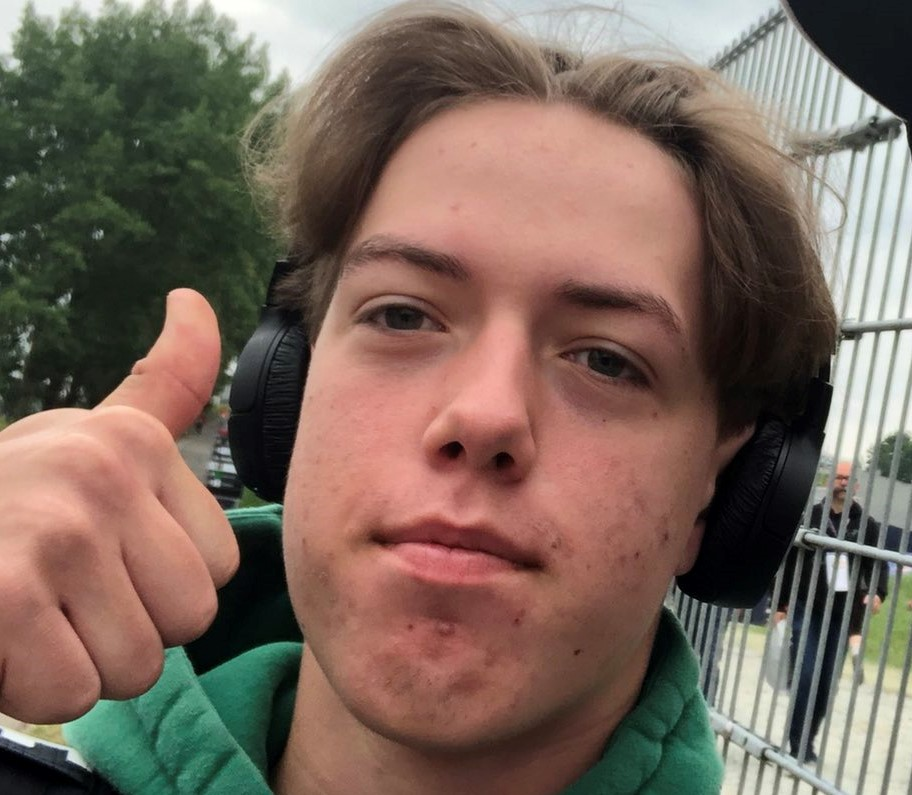
Tijmen van der Helm (2021)

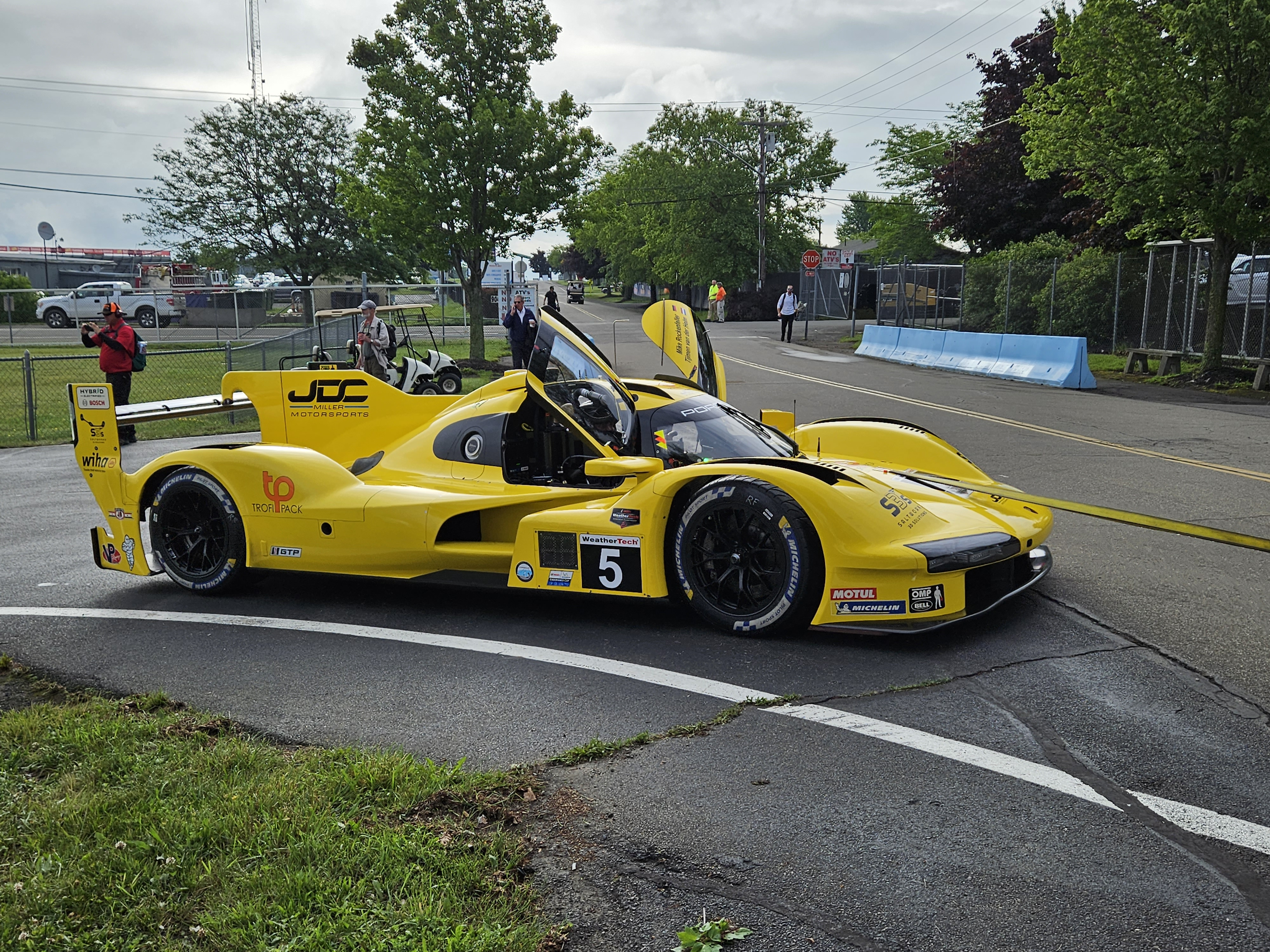
Der Tijmen van der Helm beim 6-Stunden-Rennen von Watkins Glen 2023 gefahrene Porsche 963

Gerard Tijmen van der Helm (* 26. Januar 2004 in Delft) ist ein niederländischer Autorennfahrer.

## Karriere als Rennfahrer
Tijmen van der Helm kam in Delft zur Welt und wuchs in Den Hoorn, einem Ort auf der Nordsee-Insel Texel, auf. Unterstützt von seinem Vater, der in den Niederlanden Tourenwagenrennen fuhr, begann er im Alter von neun Jahren mit dem Kartsport. Unter anderem gewann er 2017 das Rotax Max Challenge Grand Final, eine Meisterschaft für Junioren. 2019 bestritt er seine erste Saison als Monopostopilot. Er startete in der Formel 4 und beendete die spanische Meisterschaft dieser Rennserie an der vierten Stelle. 2020 wechselte er in die Formel Renault und 2021 in die Formel 3.
Seit 2022 ist Tijmen van der Helm im Sportwagensport aktiv. Er startete für ARC Bratislava in der FIA-Langstrecken-Weltmeisterschaft und für Panis Racing in der European Le Mans Series. Im selben Jahr debütierte er für TDS Racing auch beim 24-Stunden-Rennen von Le Mans und erreichte gemeinsam mit Mathias Beche und Nyck de Vries im Oreca 07 den achten Gesamtrang. Als Partner von Mike Rockenfeller steuerte er ab dem 2:40-Stunden-Rennen von Laguna Seca 2023 den Porsche 963 von JDC Miller MotorSports in der IMSA WeatherTech SportsCar Championship.

## Statistik

### Le-Mans-Ergebnisse
| Jahr | Team                   | Fahrzeug | Teamkollege      | Teamkollege    | Platzierung | Ausfallgrund |
| ---- | ---------------------- | -------- | ---------------- | -------------- | ----------- | ------------ |
| 2022 | TDS Racing x Vaillante | Oreca 07 | Mathias Beche    | Nyck de Vries  | Rang 8      |              |
| 2023 | Panis Racing           | Oreca 07 | Manuel Maldonado | Job van Uitert | Rang 25     |              |

### Sebring-Ergebnisse
| Jahr | Team                   | Fahrzeug           | Teamkollege         | Teamkollege       | Platzierung | Ausfallgrund     |
| ---- | ---------------------- | ------------------ | ------------------- | ----------------- | ----------- | ---------------- |
| 2023 | JDC-Miller MotorSports | Duqueine M30 - D08 | Till Bechtolsheimer | Dan Goldberg      | Rang 11     |                  |
| 2024 | JDC–Miller MotorSports | Porsche 963        | Philip Hanson       | Richard Westbrook | Ausfall     | Kraftübertragung |
| 2025 | JDC–Miller MotorSports | Porsche 963        | Gianmaria Bruni     | Nico Müller       | Rang 8      |                  |

### Einzelergebnisse in der FIA-Langstrecken-Weltmeisterschaft
| Saison | Team                      | Rennwagen | 1   | 2   | 3   | 4   | 5   | 6   | 7   |
| ------ | ------------------------- | --------- | --- | --- | --- | --- | --- | --- | --- |
| 2022   | ARC Bratislava TDS Racing | Oreca 07  | SEB | SPA | LEM | MON | FUJ | BAH |     |
| 2022   | ARC Bratislava TDS Racing | Oreca 07  | 16  | DNF | 8   | 14  |     |     |     |
| 2023   | Panis Racing              | Oreca 07  | SEB | POR | SPA | LEM | MON | FUJ | BAH |
| 2023   | Panis Racing              | Oreca 07  | 25  |     |     |     |     |     |     |